# بیل پریدی
بیل پریدی (به انگلیسی: Bill Prady) (زاده ۷ ژوئن ۱۹۶۰) نویسنده تلویزیونی و تهیه‌کننده تلویزیونی می باشد که در زمینه کمدی موقعیت و برنامه رنگارنگ فعالیت می کند. از جمله آثار او می توان به متأهل... بچه‌دار، رؤیاپردازی کن، پیشتازان فضا: نسل بعدی، دارما و گرگ، دختران گیلمور اشاره کرد. همچنین او سازنده مجموعه تلویزیونی تئوری بیگ بنگ و ماپت‌ها نیز می باشد.